# Jan Fröman

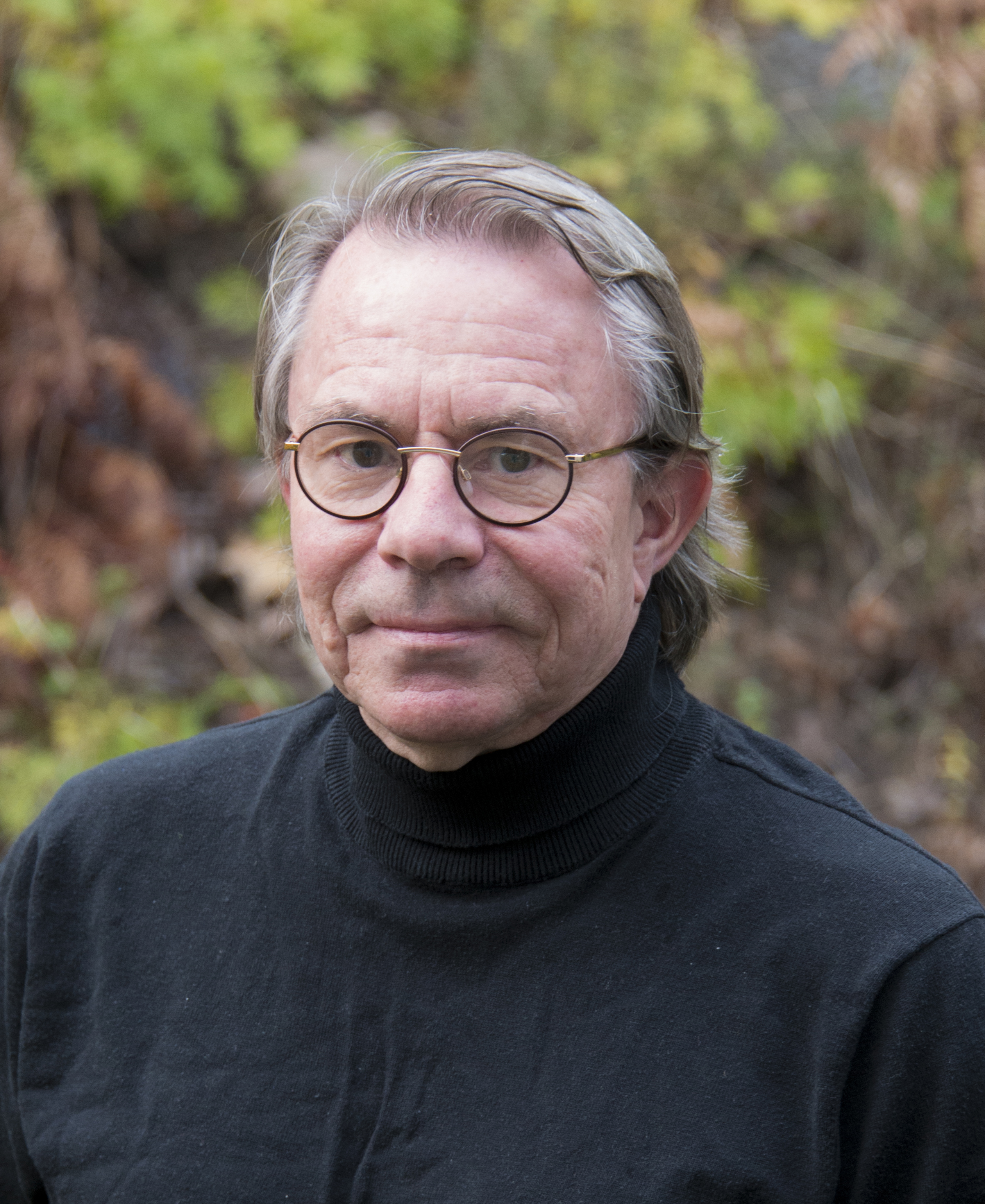

Jan Fröman, född 10 juni 1955, är en svensk författare.
Han har givit ut flera ungdomsromaner, bland annat Jonathan-deckarna som utspelar sig på Stora Karlsö där Fröman har varit tillsyningsman. Han har varit journalist vid Hallandsposten, Tidningen NU och Gefle Dagblad. Han har även varit aktiv i samhällsdebatten, bland annat i samband med torkan 2018 och hur det påverkat hästfodertillgången.